# Choirilos von Samos
Choirilos von Samos (altgriechisch Χοιρίλος, auch Χοιρίλλος Choirillos; latinisiert Choerilus; * um 470 v. Chr.; † um 400 v. Chr.) war ein griechisch-makedonischer Schriftsteller, Lyriker und Dichter historischer Epik. Er wurde in der ersten Hälfte des 5. Jahrhunderts v. Chr. geboren und starb im Zeitraum 413–399.
Choirilos verbrachte seine Jugend in der Zeit der Perserkriege. Es gibt zwei datierte Ereignisse in seinem Leben. Nach Plutarch begleitete Choirilos im Jahr 404 v. Chr. Lysander nach dessen Sieg im Ionischen Krieg nach Samos, wo das Fest zu Ehren der Hera in Lysandreia umbenannt wurde. Dort nahm er an einem Agon in enkomiastischer Dichtung zu Ehren Lysanders teil.
Choirilos ist der früheste bekannte griechische Dichter, der ein hexametrisches Epos zu einem zeitgenössischen Thema, den Perserkriegen, verfasste. Er leitete in der Epik eine neue Epoche ein, da er nicht mehr Stoffe der Götter- und Heldensagen, sondern in seinem Epos Persika als erster einen historischen Stoff darstellte: den Sieg der Athener über den Perserkönig Xerxes. Er gab die panhellenischen Themen, die Phrynichos und Aischylos bereits in ihren Tragödie thematisierten und die ebenfalls von Herodot in seiner Geschichtsschreibung verwendet wurden, auf eine neue Art wieder. Hierfür wurde Choirilos teilweise gelobt, aber auch kritisiert.
Ob er Herodot persönlich begegnete und dessen Schüler war, ist nicht gewiss, obwohl Herodot eine Zeit lang auf Samos eine Residenz hatte. Doch ähnelten die Themen des Historikers denen des Dichters. Sicher scheint jedoch, dass Choirilos nicht begann, seine Werke zu verfassen, ehe Herodots Geschichtsschreibung veröffentlicht war.
Choirilos hielt sich am Hof des Makedonenkönigs Archelaos I. in Pella auf; dort ist er gestorben.

## Textausgabe
- Paola Radici Colace (Hrsg.): Choerili Samii Reliquiae. L’Erma di Bretschneider, Rom 1979, OCLC 490090085 (kritische Edition mit Kommentar)